# Bruno Bozzetto

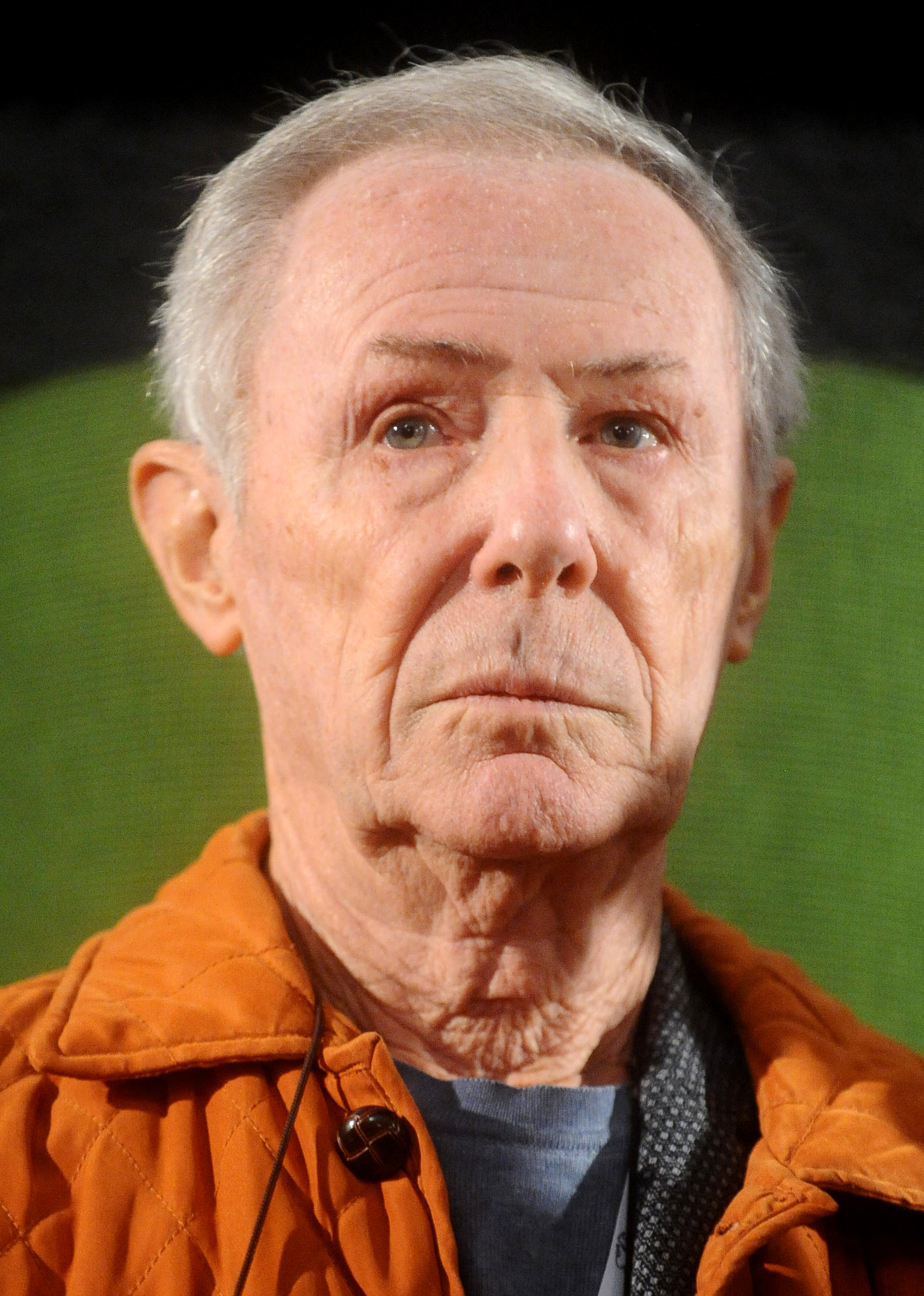
Bruno Bozzetto - Lucca Comics & Games 2016

Bruno Bozzetto (* 3. März 1938 in Mailand) ist ein italienischer Zeichentrick-Animator und Filmregisseur.

## Leben
Neben der Kreation von Figuren wie des Signor Rossi (1960) ist Bozzetto Schöpfer vieler Kurzanimationen, hauptsächlich politischer oder satirischer Natur. Als richtungsweisende Inspiration bezeichnet er den 1953 entstandenen Disney-Kurzfilm Die Musikstunde des Animators Ward Kimball; sein stilistisches Vorbild war die „osteuropäische Schule“ der Animation. Bereits im Jahre 1965 erschien West and Soda (Der Wildeste Westen), der erste von drei Kinofilmen, die die Stereotype verschiedener Kinogenres humorvoll benutzten, aber immer auch eine liebevolle Huldigung darstellten. 1968 schuf er VIP – Mein Bruder, der Supermann, ein sehr wichtiges und weithin in Vergessenheit geratenes Werk; seine bekannteste Arbeit ist wohl der 1976 produzierte Film Allegro non troppo, eine Montage von Kurzfilmen, hinterlegt mit klassischer Musik, nach der Art von Disneys Fantasia. 1980 folgte die Serie Lilliputput, welche unter anderem im deutschen Fernsehen in der Sendung mit der Maus und Spaß am Dienstag zu sehen war.
1987 drehte er seinen ersten Film mit Schauspielern; sein Film Cavalette war 1991 für den Oscar als Bester animierter Kurzfilm nominiert.
Anfang des 21. Jahrhunderts schuf Bozzetto Flashanimationen für das World Wide Web; davon am bekanntesten dürften Italy & Europe sowie Yes & No – a dyseducational roadmovie sein, ein graphisch simpler, jedoch geistreicher und witziger Vergleich zwischen Italien und dem restlichen Europa bzw. richtiger und falscher Verhaltensweise im Straßenverkehr.
2018 erschien eine Fortsetzung von VIP – mein Bruder, der Supermann in Comicform unter dem Titel Minivip & Supervip. Il mistero del viavai (dt. Minivip & Supervip – Das Geheimnis des Hin-und-weg, Splitter Verlag 2019), gezeichnet von Grégory Panaccione nach einem Szenario von Bruno Bozzetto und Nicola Ioppolo.
Bei Koch Media erschien im November 2019 die 4-DVD-Box Die Welt des Bruno Bozzetto, die mehrere Langfilme und Kurzfilme (1965–1976), aber keine Herr-Rossi-Filme enthält.

## Filmografie (Auswahl)
Langfilme
- 1960: Einen Oscar für Herrn Rossi (Un Oscar per il signor Rossi)
- 1965: Der wildeste Westen (West and soda)
- 1968: VIP – Mein Bruder, der Supermann (Vip, mio fratello superman)
- 1976: Herr Rossi sucht das Glück (Il signor Rossi cerca la felicità)
- 1976: Allegro non troppo (Allegro non troppo)
- 1987: Trouble in Paradise (Sotto il ristorante cinese)

Kurzfilme
- Il signor Rossi va a sciare (1963)
- I due castelli (1963)
- Il signor Rossi al mare (1964)
- Il signor Rossi compra l'automobile (1966)
- Una vita in scatola (1967)
- Ego (1969)
- Il signor Rossi al camping (1970)
- I sottaceti (1971)
- Il signor Rossi al safari fotografico (1971)
- Oppio per oppio (1972)
- Opera (1973)
- La cabina (1973)
- Self Service (1974)
- Il signor Rossi a Venezia (1974)
- Striptease (1977)
- Baby Story (1978)
- Tennis Club (1982)
- Moa Moa (1984)
- Sigmund (1984)
- Baeus (1987)
- Mister Tao (1988)
- Big Bang (1990)
- Cavallette (1990)
- Dancing (1991)
- Drop (1994)
- Help? (1995)
- Europa & Italia (1999)

## Auszeichnungen
- 1964 - Mailand - Ambrogino d'oro für den Kurzfilm Signor Rossi al mare
- 1967 - Montreal - Silbermedaille für den Kurzfilm L'uomo e il suo mondo
- 1968 - Cannes - Erster Preis für Il signor Rossi compra l'automobile
- 1970 - Venedig - Silberner Nastro für Ego
- 1972 - Barcelona - Goldmedaille für Sottaceti
- 1974 - Chicago - Erster Preis für Opera
- 1975 - Como - Primo Premio für Signor Rossi a Venezia
- 1983 - Budapest - Erster Preis für Sandwich
- 1990 - Berlinale - Goldener Bär (Kurzfilm) für Mister Tao
- 1991 - Hollywood - Nominierung zum Oscar für den Kurzfilm Cavallette
- 1991 - Freiburg im Breisgau - Ökomedia '91 - Spezialpreis des Umweltministeriums für Big Bang
- 1992 - Shanghai - Spezialpreis für Cavallette
- 1999 - Montecatini Terme - Premio Airone d'Oro für das Lebenswerk
- 2001 - 2º Internationales Festival für Animationsfilme in Teheran, Spezialpreis der Jury für Europe & Italy
- 2006 - Trient Film Festival, Genziana alla carriera
- 2008 - Premio Vittorio De Sica für das Lebenswerk
- 2013 - Internationales Trickfilmfestival Wiesbaden, Preis für das Lebenswerk
- 2014 - Turin - Premio Maria Adriana Prolo für das Lebenswerk
- 2014 - Hiroshima Film Festival, Einladung als Ehrenpräsident
- 2015 - „Hommage für Bruno Bozzetto“ – Einladung zum 30° Festival Internacional de Cine en Guadalajara
- 2016 - Lucca Comics & Games - Premio Movie Comics & Games